# Alpes-de-Haute-Provence
Alpes-de-Haute-Provence este un departament din sudul Franței, situat în regiunea Provence-Alpi-Coasta de Azur. Este unul dintre departamentele originale ale Franței create în urma Revoluției din 1790. În 1793 o porțiune din teritoriul său a fost mutată în nou formatul departament Vaucluse. Este numit după Munții Alpi și după regiunea Provence din sudul Franței. De-a lungul timpului departamentul s-a numit fie Haute-Provence, fie Basses-Alpes, iar denumirea actuală este din 1970.

## Localități selectate

### Prefectură
- Digne-les-Bains

### Sub-prefecturi
- Barcelonnette
- Castellane
- Forcalquier

### Alte orașe
- Manosque

### Alte localități
- Jausiers

## Diviziuni administrative
- 4 arondismente;
- 30 cantoane;
- 200 comune;